# Rose Leslie
Rose Eleanor Arbuthnot-Leslie (1987. február 9.) skót színésznő. 
Főként televíziós sorozatokból ismert. Legismertebb szerepe Ygritte a  Trónok harca című fantasysorozatban, ahol későbbi férje, Kit Harington mellett játszott. Szerepelt a Downton Abbey című történelmi drámasorozatban. 2017 és 2019 között három évad erejéig a Diane védelmében főszereplője volt. 2022-től Az időutazó felesége című sorozatban kapott főszerepet.

## Filmográfia

### Film
| Év   | Magyar cím                 | Eredeti cím           | Szerep          | Magyar hang   |
| ---- | -------------------------- | --------------------- | --------------- | ------------- |
| 2012 | Most jó                    | Now Is Good           | Fiona           |               |
| 2014 | Nászút                     | Honeymoon             | Bea             |               |
| 2015 | Az utolsó boszorkányvadász | The Last Witch Hunter | Chloe           | Pálfi Kata    |
| 2016 | Üzenetek                   | Sticky Notes          | Athena Morehead | Solecki Janka |
| 2016 | Morgan                     | Morgan                | Dr. Amy Menser  | Pálfi Kata    |
| 2022 | Halál a Níluson            | Death on the Nile     | Louise Bourget  | Ruttkay Laura |

### Televízió
| Év        | Magyar cím                   | Eredeti cím              | Szerep            | Megjegyzések                                                                                       |
| --------- | ---------------------------- | ------------------------ | ----------------- | -------------------------------------------------------------------------------------------------- |
| 2008      | Bekasztlizva külföldön       | Banged Up Abroad         | Kim               | dokumentumsorozat (1 epizód)                                                                       |
| 2009      |                              | New Town                 | Rhian             | tévéfilm                                                                                           |
| 2010–2015 | Downton Abbey                | Downton Abbey            | Gwen Dawson       | - főszereplő (1. évad) - vendégszereplő (6. évad) - magyar hangja: - Sallai Nóra                   |
| 2011      | Jackson Brodie esetei        | Case Histories           | Laura Wyre        | 2 epizód                                                                                           |
| 2012      | Vera – A megszállott nyomozó | Vera                     | Lena Holgate      | 1 epizód                                                                                           |
| 2012–2014 | Trónok harca                 | Game of Thrones          | Ygritte           | - visszatérő szereplő (2. évad) - főszereplő (3-4. évad) - magyar hangja:[forrás?] - Solecki Janka |
| 2014      |                              | Blandings                | Niagara Donaldson | 1 epizód                                                                                           |
| 2014      |                              | Utopia                   | Milner            | 1 epizód                                                                                           |
| 2014      |                              | The Great Fire           | Sarah             | minisorozat (3 epizód)                                                                             |
| 2015      | Luther                       | Luther                   | Emma Lane         | 2 epizód                                                                                           |
| 2016      |                              | Revolting Rhymes         | Piroska (hangja)  | 2 epizód                                                                                           |
| 2017–2019 | Diane védelmében             | The Good Fight           | Maia Rindell      | - főszereplő (1-3. évad) - magyar hangja:[forrás?] - Nemes Takách Kata                             |
| 2019      | Saturday Night Live          | Saturday Night Live      | önmaga            | 1 epizód                                                                                           |
| 2021      |                              | Vigil                    | Kirsten Longacre  | 6 epizód                                                                                           |
| 2022      | Az időutazó felesége         | The Time Traveler's Wife | Clare Abshire     | - főszereplő - magyar hangja: - Földes Eszter                                                      |

### Színházi szerepek
| Év   | Magyar cím | Eredeti cím | Szerep      | Helyszín      |
| ---- | ---------- | ----------- | ----------- | ------------- |
| 2010 |            | Bedlam      | Nancy / May | Globe Színház |

## Díjak és jelölések
- Elnyert – BAFTA Scotland Award - új tehetségek, legjobb színész (New Town, 2009)